# Le Moyne College
Das Le Moyne College (Latein: Collegium Le Moyne) ist eine jesuitische Hochschule in Syracuse, New York, USA. Namensgeber ist der französische Jesuit Simon Le Moyne. Die Privatuniversität ist die jüngste von 28 jesuitischen Hochschulen in den USA. Die Studierenden werden an folgenden Einrichtungen ausgebildet:
- College of Arts and Sciences (15 Departemente)
- Madden School of Business (12 Departemente)
- The Purcell School of Professional Studies
- Center for Continuing Education
- McDeivtt Center
- Quantitative Research Center
- Center for the Study for Environmental Change
- Center for Urban and Regional Applied Research (CURAR)

Die Hochschule ist Mitglied der Association of Jesuit Colleges and Universities.

## Zahlen zu den Studierenden, den Dozenten und zum Vermögen
Im Herbst 2021 waren 3.301 Studierende am Le Moyne College eingeschrieben. Davon strebten 2.713 (82,2 %) ihren ersten Studienabschluss an, sie waren also undergraduates. Von diesen waren 63 % weiblich und 37 % männlich; 4 % bezeichneten sich als asiatisch, 7 % als schwarz/afroamerikanisch, 8 % als Hispanic/Latino und 74 % als weiß. 588 (17,8 %) arbeiteten auf einen weiteren Abschluss hin, sie waren graduates. Es lehrten 349 Dozenten an der Universität, davon 179 in Vollzeit und 170 in Teilzeit. 2019 waren es rund 3.500 Studierende gewesen.
Der Wert des Stiftungsvermögens der Universität lag 2021 bei 245,4 Mio. US-Dollar und damit 28,4 % höher als im Jahr 2020, in dem es 191,0 Mio. US-Dollar betragen hatte. 2018 waren es 188,8 Mio. US-Dollar gewesen.

## Sport
Die Sportteams der Hochschule sind die Dolphins und spielen in der Northeast Conference.